# 临沂行政首长列表
临沂行政首长列表，亦在列出自中华人民共和国成立以来山东省临沂地区历任行政首长：

- 1.临沂专区专员（1949年－1994年）
- 2.临沂市人民政府市长（1995年－至今）

## 历史沿革
- 1949年7月，鲁中南第六专署改为鲁中南滨海专署。
- 1950年5月1日，滨海专员公署改称临沂区行政督察专员公署。10月23日,临沂行政督察专员公署更名为临沂区专员公署。
- 1955年3月15日，临沂区专员公署改为临沂专员公署。
- 1967年4月9日成立临沂地区革命委员会。
- 1978年7月10日，临沂地区革命委员会改为临沂地区行政公署。
- 1994年12月17日，经国务院批准，撤销临沂地区设立地级临沂市。

## 专区时期
- 杨德明（1949年7月－1950年5月）
- 汪亚民（1950年5月－1951年7月）
- 张云榭（1951年7月－1952年代理，1952年－1953年12月正任）
- 李希平（1953年12月－1961年4月）
- 李光明（1961年8月－1965年3月）
- 庞世泽（1967年4月9日－1968年1月25日）
- 孔世军（1968年1月25日－1970年2月）
- 谭子银（1970年7月－1973年9月）
- 薛亭（1973年9月－1975年5月）
- 朱奇民（1975年5月－1978年7月10日）
- 王任之（1978年7月10日－1982年6月）
- 远东（1982年6月－1986年3月）
- 王渭田（1986年3月－1989年10月）
- 王久祜（1989年10月－1992年2月）
- 张守业（1992年2月－1994年12月17日）

## 地级市时期
| 任次 | 姓名/生卒               | 就任日期       | 卸任日期       | 政党       | 入党时间   | 备注                              |
| ---- | ----------------------- | -------------- | -------------- | ---------- | ---------- | --------------------------------- |
| 1    | 张守业 （1938年1月－）  | 1995年4月29日  | 1995年9月28日  | 中国共产党 | －         |                                   |
| 2    | 乔延春 （1948年8月－）  | 1995年9月28日  | 1997年12月18日 | 中国共产党 | 1972年1月  | 1995年9月28日－1996年2月3日代理   |
| 3    | 李玉妹 （1956年10月－） | 1997年12月18日 | 2001年1月16日  | 中国共产党 | 1976年4月  | 1997年12月18日－1998年2月28日代理 |
| 4    | 李群 （1962年2月－）    | 2001年1月16日  | 2002年12月20日 | 中国共产党 | 1984年5月  | 2001年1月16日－2001年3月16日代理  |
| 5    | 连承敏 （1951年3月－）  | 2002年12月20日 | 2007年3月10日  | 中国共产党 | 1972年12月 | 2002年12月20日－2003年2月26日代理 |
| 6    | 张少军 （1955年10月－） | 2007年3月10日  | 2011年1月18日  | 中国共产党 | 1981年12月 | 2007年3月10日－2008年1月8日代理   |
| 7    | 张务锋 （1960年10月－） | 2011年1月18日  | 2013年2月28日  | 中国共产党 | 1984年4月  | 2011年2月25日－2013年2月28日代理  |
| 8    | 陈先运 （1962年9月－）  | 2013年2月28日  | 2015年2月10日  | 中国共产党 | 1984年6月  | 2013年2月28日－2013年3月30日代理  |
| 9    | 张术平 （1964年1月－）  | 2015年2月10日  | 2018年4月9日   | 中国共产党 | 1985年6月  | 2015年2月10日－2015年3月2日代理   |
| 10   | 孟庆斌 （1968年2月－）  | 2018年4月9日   | 2021年5月8日   | 中国共产党 | 1986年12月 | 2018年4月9日－2018年6月12日代理   |
| 11   | 任刚 （1970年10月－）   | 2021年5月8日   | 2022年1月19日  | 中国共产党 | 1994年11月 | 2021年5月8日－2021年5月26日代理   |
| 12   | 侯晓滨 （1972年7月－）  | 2022年1月19日  | 2022年12月     | 中国共产党 | 1992年5月  | 2022年1月19日－2022年2月代理      |
| 13   | 张宝亮 （1972年3月－）  | 2022年12月     | 现任           | 中国共产党 | 1995年6月  | 2022年12月－2023年1月代理         |